# Tesztelhetőség
A tesztelhetőség, az empirikus hipotézisre alkalmazható tulajdonság két komponensből áll:
1. A logikai tulajdonság, amelyet különféleképpen kontingenciaként, meghiúsíthatóként vagy hamisíthatóként írnak le, ami azt jelenti, hogy a hipotézis ellenpéldái logikailag lehetségesek.
2. Az ilyen ellenpéldák reprodukálható sorozatának megfigyelésen alapuló gyakorlati megvalósíthatósága, amennyiben léteznek.

Röviden: egy hipotézis tesztelhető, ha van valamennyi remény eldönteni, hogy igaz-e vagy hamis a valós tapasztalat. Az alkotó hipotézisek ezen tulajdonsága alapján dönthetünk arról, hogy az elmélet a tényleges tapasztalat adatai alapján támogatni lehet vagy elvetni. Ha hipotéziseket tesztelnek, az első eredmények is meggyőzőnek címkézhetők lehetnek.

## Lásd még
- Tudományos módszer

## Fordítás
Ez a szócikk részben vagy egészben  a   Testability című angol Wikipédia-szócikk ezen változatának fordításán alapul.  Az eredeti cikk szerkesztőit annak laptörténete sorolja fel. Ez a jelzés csupán a megfogalmazás eredetét és a szerzői jogokat jelzi, nem szolgál a cikkben szereplő információk forrásmegjelöléseként.